# Гупалівка (річка)
Гупалівка — річка у Жидачівському районі Львівської області, ліва притока Боберки (басейн Дністра).

## Опис
Довжина річки приблизно 8 км. Висота витоку над рівнем моря — 285 м, висота гирла — 261 м, падіння річки — 24 м, похил річки — 3 м/км. Формується з багатьох безіменних струмків та водойм.

## Розташування
Бере початок на південно-західній стороні від села Фрага. Тече переважно на північний захід через села Грусятичі та Ліщини. Біля села Лучани впадає у річку Боберку, праву притоку Луг. 
Річку перетинає автомобільна дорога Т 1420